# Saulius Bucevičius
Saulius Bucevičius (ur. 10 października 1967 w Powondeniu w rejonie telszańskim) – litewski polityk, przedsiębiorca, poseł na Sejm Republiki Litewskiej.

## Życiorys
W 1986 zdał egzamin maturalny, po czym do 1988 odbywał obowiązkową służbę wojskową w Armii Radzieckiej. ukończył prawnicze studia licencjackie, w 2006 studia magisterskie na Uniwersytecie Michała Römera. Do 1995 pracował m.in. w firmie cateringowej, następnie założył własne przedsiębiorstwo, później przekształcone w spółkę prawa handlowego. W 2012 ukończył studia licencjackie z zakresu turystyki i zarządzania w sporcie w Litewskiej Akademii Kultury Fizycznej.
W 2003 zaangażował się w działalność Partii Pracy, ugrupowania założonego przez Viktora Uspaskicha. W wyborach parlamentarnych w 2004 i w 2008 uzyskiwał z jej ramienia mandat deputowanego. W 2007 został radnym rejonu okmiańskiego, jednak nie objął tej funkcji. W wyborach parlamentarnych w 2012 z powodzeniem ubiegał się o poselską reelekcję na trzecią z rzędu kadencję. W 2016 przeszedł do frakcji Ruchu Liberalnego Republiki Litewskiej. W 2019 wybrany na radnego rejonu okmiańskiego. Później ponownie związał się z Partią Pracy. Potem dołączył do formacji Świt Niemna, w wyborach w 2024 z jej ramienia ponownie został wybrany do Sejmu.